# Gpg4win
Gpg4win — програмний пакет для Windows (XP/Vista/7/8/10), що містить посібники і програми для шифрування пошти та файлів. Сам Gpg4win та інструменти, які він містить, є безкоштовним програмним забезпеченням із відкритим кодом .
Мета проекту — оновити інсталяційний пакет Windows до найновіших версій GnuPG та супровідних інструментів та документації. Однією з важливих частин проекту є документ Gpg4win for Novices, який був перекладений з німецького оригіналу. Також до пакету входить ще один німецький документ, який охоплює більш просунуті теми.
Система, що використовується для побудови пакету (Gpg4win-Builder), дозволяє легко створити програму встановлення gpg4win.exe з оновленими або налаштованими компонентами. Він був протестований на Debian, але може працювати і в інших системах. При побудові пакету майже всі інструменти створюються для Windows шляхом перехресної компіляції .

## Вміст інсталятора Gpg4win
Програмне забезпечення:
- GnuPG — ядро пакету, власне інструмент шифрування;
- Kleopatra — менеджер сертифікатів та ключів для OpenPGP та X.509 (S / MIME);
- GPA — альтернативний менеджер сертифікатів та ключів для OpenPGP та X.509 (S / MIME);
- GpgOL — плагін для Microsoft Outlook 2003 та 2007 (шифрування електронної пошти);
- GpgEX — плагін для Microsoft Explorer (шифрування файлів за допомогою контекстного меню);
- Claws Mail — повний поштовий клієнт із плагіном для GnuPG.

Документація:
- Gpg4win Compendium — нова (неперекладена) документація Gpg4win2.
- Gpg4win for Novices — старий посібник, в основному для початківців.